# Hải đường Lũng Đông
Hải đường Lũng Đông (danh pháp hai phần: Malus kansuensis) là một loài thực vật thuộc chi Hải đường, họ Hoa hồng. Loài này được (Batalin) C.K. Schneid. mô tả khoa học đầu tiên năm 1906. Đây là loài đặc hữu Trung Quốc, phân bố tại Hà Nam, Cam Túc, Tứ Xuyên, Thiểm Tây và những nơi khác ở Trung Quốc đại lục, ở các khu vực có độ cao 1.500 mét đến 3.000 mét trên mực nước biển, có nhiều tại rừng gỗ tạp và rừng cây bụi, hiện tại đã được trồng.